# 지정 (육상 선수)
지정(중국어 간체자: 纪政, 정체자: 紀政, 병음: Jì Zhèng, 1944년 3월 15일 ~ )은 타이완의 전직 육상 선수이다.

## 생애
지정은 1944년 3월 15일에 일본 제국 치하의 타이완(대만일치시기) 신치쿠시(현재의 신주시)에서 태어났다. 지정은 신주 사범 대학 부속 소학에 재학 중이던 1955년에 열린 신주현 운동회에 참가하여 높이뛰기, 멀리뛰기, 60m에서 우승을 차지했다. 동료 육상 선수들이 스파이크가 달린 신발을 신고 뛰는 모습을 부러워했던 지정은 자신의 아버지한테 스파이크가 달린 신발을 사줄 것을 요구했고 나중에 친구로부터 빌려받은 200 신 대만 달러로 스파이크가 달린 신발을 사면서 육상 선수로서의 꿈을 키우게 된다.
지정은 1956년에 신주 제2여자중학에 입학했고 같은 해에 열린 전현 운동회에 참가하여 60m 우승, 높이뛰기에서 준우승을 차지했다. 1957년에 열린 전현 운동회에서는 높이뛰기, 멀리뛰기, 60m에서 우승을 차지했다. 1958년 3월에 열린 타이중시에서 열린 제7회 중등이상학교운동회 높이뛰기에서 1m 43cm의 신기록을 세우면서 우승을 차지했고 같은 해 10월에 타이중시에서 열린 제13회 타이완성 운동회 높이뛰기에서 1m 45cm를 기록하면서 우승을 차지했다. 1959년에는 자신의 80m 허들 기록을 12.2초로 갱신했고 같은 해에 타이완 육상 협회의 수업료와 생활비 지원을 받으면서 가족들과 함께 신베이시로 이주하면서 신베이시 사립 수런 가사상업직업학교에 입학했다.
지정은 1960년 로마 하계 올림픽과 1964년 도쿄 하계 올림픽에 참가했으나 메달은 획득하지 못했다. 하지만 1963년 2월에 미국 캘리포니아주 남부로 유학을 떠나면서 육상 훈련과 영어 교육을 받게 되면서 타이완을 대표하는 육상 선수로 성장하게 된다. 1966년 방콕 아시안 게임에서는 여자 멀리뛰기에서 5.95초를 기록하면서 금메달을 획득했고 여자 400m 릴레이에서는 47.8초를 기록하면서 은메달을 획득하는 성과를 기록했다. 1968년 멕시코시티 하계 올림픽에서는 여자 80m 허들에서 10.51초를 기록하면서 동메달을 획득했다. 지정은 1960년대에 국제 스포츠계에서 두각을 드러내지 못하고 있던 타이완에서 육상 영웅으로 여겨졌다.
지정은 1969년부터 1970년 사이에 열린 육상 대회에서 154개 종목 가운데에 153개의 메달을 획득했고 아시아 기록과 세계 기록을 연이어 갱신했다. 1970년 방콕 아시안 게임에서는 여자 100m에서 11.6초를 기록하면서 금메달을 획득했으나 여자 400m에서는 결승점을 50m 앞둔 상황에서 일어난 다리 부상으로 인해 기권했다. 1970년에는 69회 연속 육상 경기 무패 행진을 달성했고 같은 해에 미국 AP 통신사가 선정한 올해의 선수로 선정되는 영예를 안았다. 지정은 1972년 뮌헨 하계 올림픽 개막식에서 타이완 선수단의 기수를 맡았으나 부상으로 인해 대회에 참가하지 않았다.
지정은 미국 유학 시절에 열린 4차례의 미국 육상 선수권 대회에서 우승을 차지했고 1973년에는 미국 캘리포니아 주립 공과대학교 포모나에서 체육학과를 졸업했다. 1974년부터 1976년까지 캘리포니아주 레들랜즈 대학교에서 여자 육상부 감독을 역임했고 1977년에 타이완으로 돌아오면서 타이완 육상 협회 사무총장을 역임했다. 지정은 1989년부터 1993년까지 중화 타이베이 육상 협회 회장을 역임했고 1998년부터 1999년까지 중화 타이베이 육상 협회 이사를 역임했다.
지정은 1980년 12월 6일부터 1989년 12월 2일까지 중국 국민당 소속 타이완 입법원 위원을 역임했다. 지정은 원래 미국 유학 시절에 미국 시민권을 취득했지만 2009년에 마잉주 총통에 의해 국가 정책 고문으로 임명되면서 미국 시민권을 포기했다. 지정은 차이잉원이 마잉주의 후임 총통으로 취임한 이후에도 국가 정책 고문을 역임했으며 타이완이 2020년 도쿄 하계 올림픽과 향후 국제 스포츠 대회에서 '중화 타이베이'가 아닌 '타이완' 명의로 참가할 것인지의 여부를 묻는 국민투표를 허용할 것을 주장했다.